# Gloria Siebert
Gloria Siebert (geboren als Gloria Kovarik; was getrouwd met Uibel; Ortrand, 13 januari 1964) is een voormalig Duitse atlete die is gespecialiseerd in het hordelopen. Ze nam eenmaal deel aan de Olympische Spelen en werd tweemaal Oost-Duits kampioene op de 100 m horden.
Haar eerste successen bij de senioren behaalde ze in 1987. Ze werd dat jaar voor het eerst Oost-Duits kampioene op de 100 m horden en won een zilveren medaille op zowel het EK indoor als het WK. Op 20 februari 1988 liep ze in Oost-Berlijn driemaal de beste wereldjaarprestatie op de 50 m horden (6,69 - 6,68 - 6,67) dat niet officieel als wereldrecord erkend is.
Ze vertegenwoordigde Oost-Duitsland op de Olympische Spelen van 1988 in Seoel op het onderdeel 110 m horden. Met een tijd van 12,61 seconden won ze een zilveren medaille achter de Bulgaarse Jordanka Donkova (goud; 12,38) en de West-Duitse Claudia Zaczkiewicz (brons; 12,75).
Gloria Siebert was in haar actieve tijd aangesloten bij SC Cottbus. Ze is moeder van Sebastian Siebert (geboren 23 juni 1982), meervoudig Duits jeugdkampioen en vice-europeesjeugdkampioen (2001) op de 110 m horden.

## Titels
- Oost-Duits kampioene 100 m horden - 1987, 1990

## Persoonlijke records
Outdoor
| Onderdeel    | Prestatie | Datum            | Plaats |
| ------------ | --------- | ---------------- | ------ |
| 100 m horden | 12,44 s   | 4 september 1987 | Rome   |

Indoor
| Onderdeel   | Prestatie | Datum            | Plaats       |
| ----------- | --------- | ---------------- | ------------ |
| 50 m horden | 6,67 s    | 20 februari 1988 | Oost-Berlijn |
| 60 m horden | 7,76      | 5 februari 1988  | Sindelfingen |

## Palmares

### 60 m horden
- 1987:  EK indoor - 7,89 s

### 100 m horden
- 1981:  EK
- 1987:  WK - 12,44 s
- 1988:  OS - 12,61 s
- 1990:  EK - 12,91 s
- 1990:  Grand Prix Finale - 12,74 s